# 세계 다글리
세계 다글리는 아람출판사에서 출판한 세계 지리 이해 책 시리즈이다. 다글리는 다문화 글로벌 리더의 줄임말이다.

## 개요
처음에 출판했을 때는 꼬마 다글리라는 이름으로 출판했으나, 이후 한국 문화를 외국에게 소개해주는 책 시리즈로 옮기게 되면서 세계 다글리라는 이름으로 개칭했다. 책 시리즈는 대륙별 순서로 했으며 책 표지는 소속 대륙의 오륜기 상징색을 본떠 했다.

## 책 목록
| 권 | 구분       | 국가              | 책 제목                                               |
| -- | ---------- | ----------------- | ----------------------------------------------------- |
| 1  | 아시아     | 대만              | 이령이의 태풍 휴가                                    |
| 2  | 아시아     | 일본              | 우리 아빠가 좋아하는 화과자                           |
| 3  | 아시아     | 베트남            | 메콩강의 노래                                         |
| 4  | 아시아     | 튀르키예          | 엠네의 상상 여행                                      |
| 5  | 아시아     | 말레이시아        | 해님을 불러오는 태양곰                                |
| 6  | 아시아     | 필리핀            | 필리핀에 망고나무가 없었다면?                         |
| 7  | 아시아     | 태국              | 꼬마 스님 엇                                          |
| 8  | 아시아     | 우즈베키스탄      | 수말락 천사를 만났어요                                |
| 9  | 아시아     | 이란              | 페르시아고양이 페로의 시간 여행                       |
| 10 | 아시아     | 중국              | 리앙의 보물                                           |
| 11 | 아시아     | 인도              | 갠지스 강의 하루                                      |
| 12 | 아시아     | 몽골              | 바람이 만난 몽골                                      |
| 13 | 아시아     | 네팔              | 히말라야에서 꽃핀 우정                                |
| 14 | 아시아     | 캄보디아          | 앙코르에는 누가 있지?                                 |
| 15 | 아시아     | 이라크            | 이라크에 가면                                         |
| 16 | 유럽       | 영국              | 톰 삼촌의 특별한 스티커                               |
| 17 | 유럽       | 노르웨이          | 오늘은 내가 캡틴!                                     |
| 18 | 유럽       | 스위스            | 사실은 말이야                                         |
| 19 | 유럽       | 핀란드            | 모이! 겨울 왕국으로 초대할게                          |
| 20 | 유럽       | 체코              | 마리오네트, 체코를 지켜 줘!                           |
| 21 | 유럽       | 독일              | 베힐레의 전설                                         |
| 22 | 유럽       | 폴란드            | 바르샤바에 꽃이 필 때까지                             |
| 23 | 유럽       | 그리스            | 올림픽을 처음 시작한 나라는?                          |
| 24 | 유럽       | 오스트리아        | 아빠, 모차르트 초콜릿 사 주세요!                      |
| 25 | 유럽       | 덴마크            | 휘게가 궁금하다고?                                    |
| 26 | 유럽       | 러시아            | 열려라 러시아, 열려라 마트료시카!                     |
| 27 | 유럽       | 프랑스            | 오르세 미술관 가는 길                                 |
| 28 | 유럽       | 이탈리아          | 할머니의 피자                                         |
| 29 | 유럽       | 네덜란드          | 풍차 더 캣                                            |
| 30 | 유럽       | 스웨덴            | 스웨덴은 아이들의 천국!                               |
| 31 | 유럽       | 스페인            | 빨강, 빨강, 빨강을 찾아 봐!                           |
| 32 | 아메리카   | 미국              | 사인볼과 나의 꼬마 친구                               |
| 33 | 아메리카   | 캐나다            | 아기 곰을 부탁해!                                     |
| 34 | 아메리카   | 아르헨티나        | 5월 광장에서 만난 영웅                                |
| 35 | 아메리카   | 페루              | 태양의 나라, 태양의 축제                              |
| 36 | 아메리카   | 브라질            | 삼바야, 축구야?                                       |
| 37 | 아메리카   | 멕시코            | 벽화로 마을을 구한 아틀                               |
| 38 | 아메리카   | 칠레              | 이르마의 탐험호                                       |
| 39 | 아메리카   | 쿠바              | 배 속에서 룸바를                                      |
| 40 | 아프리카   | 남아프리카 공화국 | 무지개 친구                                           |
| 41 | 아프리카   | 소말리아          | 소말리아에서 소중한 것                                |
| 42 | 아프리카   | 탄자니아          | 물 뜨러 가는 길                                       |
| 43 | 아프리카   | 케냐              | 우리 오빠는 마라토너                                  |
| 44 | 아프리카   | 세네갈            | 모래 괴물을 막아라                                    |
| 45 | 아프리카   | 이집트            | 작은 나일의 친구 하심                                 |
| 46 | 아프리카   | 마다가스카르      | 고마워요, 바오바브나무!                               |
| 47 | 오세아니아 | 오스트레일리아    | 안녕, 코알라!                                         |
| 48 | 오세아니아 | 뉴질랜드          | 히카를 추자!                                          |
| 49 | 펼쳐 보기  | 일본              | 축제로 만나는 일본                                    |
| 50 | 펼쳐 보기  | 중국              | 음식으로 알아보는 중국                                |
| 51 | 펼쳐 보기  | 인도              | 지폐로 알아보는 인도                                  |
| 52 | 펼쳐 보기  | 영국              | 전통을 지키며 변화를 꿈꾸는 영국                      |
| 53 | 펼쳐 보기  | 독일              | 길을 따라 알아보는 독일                               |
| 54 | 펼쳐 보기  | 프랑스            | 자유로운 예술의 나라 프랑스                           |
| 55 | 펼쳐 보기  | 이탈리아          | 꼬마 경찰 벨로가 들려주는 이탈리아                    |
| 56 | 펼쳐 보기  | 미국              | 세계인이 모여 만든 나라 미국                          |
| 57 | 펼쳐 보기  | 브라질            | 지구를 살리는 브라질                                  |
| 58 | 펼쳐 보기  | 남아프리카 공화국 | 사계절로 만나는 남아프리카 공화국                     |
| 59 | 펼쳐 보기  | 이집트            | 사막여우가 들려주는 이집트                            |
| 60 | 펼쳐 보기  | 오스트레일리아    | 거꾸로 나라 오스트레일리아                            |
| 61 | 테마       | 세계              | 달라요 달라                                           |
| 62 | 테마       | 세계              | 모자가 좋아                                           |
| 63 | 테마       | 세계              | 으스스한 초대장                                       |
| 64 | 테마       | 세계              | 내가 누구게?                                          |
| 65 | 테마       | 세계              | 엄마는 누구나                                         |
| 66 | 테마       | 세계              | 급하다, 급해!                                         |
| 67 | 테마       | 세계              | 표지판 따라 길 따라                                   |
| 68 | 테마       | 세계              | 보물 지도 1 - 아시아·오세아니아                       |
| 69 | 테마       | 세계              | 보물 지도 2 - 유럽                                    |
| 70 | 테마       | 세계              | 보물 지도 3 - 아메리카·아프리카                       |
| 71 | 테마       | 세계              | 그 밖의 나라 1 - 아시아·오세아니아·유럽               |
| 72 | 테마       | 세계              | 그 밖의 나라 2 - 아메리카·아프리카                    |
| 73 | 테마       | 세계              | 한눈에 펼쳐 보는 세계의 의상                          |
| 74 | 부록       | 세계              | 다글리 국기 컬러링북 1 - 아시아·유럽                  |
| 75 | 부록       | 세계              | 다글리 국기 컬러링북 2 - 아메리카·아프리카·오세아니아 |
| 76 | 부록       | 세계              | 다글리 세계 문화유산 지도                             |
| 77 | 부록       | 세계              | 다글리 세계 국기                                      |

## 출시 국가

### 주요 출시 국가
다음 국가에는 본책(本冊)에 나오는 국가들이다.
| 아시아 - 네팔 - 대만 - 말레이시아 - 몽골 - 베트남 - 우즈베키스탄 - 이라크 - 이란 - 인도 - 일본 - 중국 - 캄보디아 - 태국 - 튀르키예 - 필리핀 | 유럽 - 그리스 - 네덜란드 - 노르웨이 - 덴마크 - 독일 - 러시아 - 스웨덴 - 스위스 - 스페인 - 영국 - 오스트리아 - 이탈리아 - 체코 - 폴란드 - 프랑스 - 핀란드 | 아메리카 - 멕시코 - 미국 - 브라질 - 아르헨티나 - 칠레 - 캐나다 - 쿠바 - 페루 | 아프리카 - 남아프리카 공화국 - 마다가스카르 - 세네갈 - 소말리아 - 이집트 - 케냐 - 탄자니아 | 오세아니아 - 뉴질랜드 - 오스트레일리아 |

### 부요 출시 국가
다음 국가들은 본책에는 나오지 않지만 테마 편, 부록 편에 출시하는 국가들이다.
| 아시아 - 몰디브 - 방글라데시 - 사우디아라비아 - 스리랑카 - 싱가포르 - 아랍에미리트 - 아르메니아 - 요르단 - 이스라엘 - 인도네시아 - 조지아 - 쿠웨이트 - 파키스탄 | 유럽 - 루마니아 - 룩셈부르크 - 벨기에 - 보스니아 헤르체고비나 - 불가리아 - 아일랜드 - 우크라이나 - 포르투갈 - 헝가리 | 아메리카 - 과테말라 - 니카라과 - 도미니카 공화국 - 베네수엘라 - 볼리비아 - 아이티 - 에콰도르 - 엘살바도르 - 온두라스 - 우루과이 - 코스타리카 - 콜롬비아 - 파나마 - 파라과이 | 아프리카 - 가나 - 나이지리아 - 니제르 - 리비아 - 말리 - 모로코 - 보츠와나 - 알제리 - 에티오피아 - 우간다 - 짐바브웨 - 카메룬 - 코트디부아르 - 콩고 민주 공화국 | 오세아니아 - 투발루 - 파푸아뉴기니 |

### 비출시 국가
| 아시아 - 동티모르 - 라오스 - 레바논 - 미얀마 - 바레인 - 부탄 - 브루나이 - 시리아 - 아제르바이잔 - 아프가니스탄 - 예멘 - 오만 - 카자흐스탄 - 카타르 - 키르기스스탄 - 키프로스 - 타지키스탄 - 투르크메니스탄 - 팔레스타인 | 유럽 - 라트비아 - 리투아니아 - 리히텐슈타인 - 모나코 - 몬테네그로 - 몰도바 - 몰타 - 바티칸 시국 - 벨라루스 - 북마케도니아 - 산마리노 - 세르비아 - 슬로바키아 - 슬로베니아 - 아이슬란드 - 안도라 - 알바니아 - 에스토니아 - 코소보 - 크로아티아 | 아메리카 - 가이아나 - 그레나다 - 도미니카 연방 - 바베이도스 - 바하마 - 벨리즈 - 세인트루시아 - 세인트빈센트 그레나딘 - 세인트키츠 네비스 - 수리남 - 앤티가 바부다 - 자메이카 - 트리니다드 토바고 | 아프리카 - 가봉 - 감비아 - 기니 - 기니비사우 - 나미비아 - 남수단 - 라이베리아 - 레소토 - 르완다 - 말라위 - 모리셔스 - 모리타니 - 모잠비크 - 베냉 - 부룬디 - 부르키나파소 - 상투메 프린시페 - 세이셸 - 수단 - 시에라리온 - 앙골라 - 에리트레아 - 에스와티니 - 잠비아 - 적도 기니 - 중앙아프리카 공화국 - 지부티 - 차드 - 카보베르데 - 코모로 - 콩고 공화국 - 토고 - 튀니지 | 오세아니아 - 나우루 - 마셜 제도 - 미크로네시아 연방 - 바누아투 - 사모아 - 솔로몬 제도 - 키리바시 - 통가 - 팔라우 - 피지 |